# Ewa Nowakowska
Ewa Nowakowska (ur. 20 grudnia 1981) – polska lekkoatletka – siedmioboistka, zawodniczka AZS-AWFiS Gdańsk, wicemistrzyni Polski w siedmioboju w 2006 roku.
W roku 2000 została mistrzynią Polski juniorów w siedmioboju i zdobyła wicemistrzynią w skoku wzwyż.

## Rekordy życiowe
- 100 m przez płotki: 13,72 (2004)
- 200 m: 24,67 (2004)
- 800 m: 2.15,87 (2004)
- skok wzwyż: 1,78 (2004)
- skok w dal: 5,98 (2004)
- pchnięcie kulą: 13,07 (2004)
- rzut oszczepem: 41,59 (2004)
- siedmiobój: 5959 (2004)
- pięciobój: 4178 (2004)